# シャーロッツビル (哨戒フリゲート)
シャーロッツビル (USS Charlottesville, PF-25) は、アメリカ海軍の哨戒フリゲート。タコマ級フリゲートの1隻。艦名はバージニア州シャーロッツビルに因む。

## 艦歴
シャーロッツビルは海事委任契約の下ウィスコンシン州スペリオルのウォルター・バトラー造船で起工した。1943年4月15日まではPG-113と呼ばれた。1943年7月30日にJ・E・グリーソン夫人（シャーロッツビル市長の妻）によって命名、進水、1944年4月10日に艦長W・F・キャス沿岸警備隊大尉の指揮下就役した。
1944年8月18日にニューヨークを出航、シャーロッツビルはソシエテ諸島のボラボラ島経由で9月29日にニューギニアのフィンシュハーフェンに到着した。その後ニューギニアとフィリピン間の対潜哨戒および船団護衛任務に従事し、1945年3月6日にレイテ島を出航、6月15日にワシントン州シアトルに到着した。
ソ連海軍兵の訓練を行った後、シャーロッツビルは1945年7月12日に退役し、レンドリース法に基づきソ連海軍に貸与された。ソ連では「護衛艦」を意味する「EK」の略号が付与され、EK-1（ロシア語:ЭК-1エーカー・アヂーン）と命名された。1945年7月23日には、警備艦として太平洋艦隊に配備された。EK-1は、ソ連におけるタコマ級（PF級）警備艦の1番艦となった。EK-1は、8月15日に行われた清津上陸作戦に参加した。
1949年10月17日に日本の横須賀でアメリカ海軍に返還された。その後、1953年1月14日、日米船舶貸与協定に基づき第1回貸与艦として保安庁警備隊（後の海上自衛隊）に貸与され、「まつ (PF-6) 」として就役した。同じく貸与された「すぎ」とともに同日付で第2船隊を編成し横須賀地方隊に編入された。同年4月1日、第1船隊群（後の第1護衛隊群）が新編され第2船隊は同群に編入された。1957年4月1日、舞鶴地方隊に編入。同年9月1日、艦番号がPF-286に変更された。1966年3月31日、特務船（YAS-36）に区分変更され、1969年3月31日に除籍。1971年7月12日にアメリカ海軍に返還された。
シャーロッツビルは第二次世界大戦の戦功で2個の従軍星章を受章した。